# Viet Thanh Nguyen
Viet Thanh Nguyen (Buôn Ma Thuột, 13 marzo 1971) è uno scrittore e blogger vietnamita naturalizzato statunitense.
Nel 2016 ha vinto il Premio Pulitzer per la narrativa con il suo romanzo d'esordio Il simpatizzante.

## Biografia
Nato a Buôn Ma Thuột nel 1971, si è trasferito insieme alla famiglia negli Stati Uniti nel 1975.  Inizialmente la famiglia era stata alloggiata in Pennsylvania - presso Fort Indiantown Gap uno dei quattro campi allestiti negli Stati Uniti per accogliere i profughi in fuga dal Vietnam, e poi, dal 1978, ad Harrisburg, per poi essere trasferita in California, a San Jose, dove avrebbe poi aperto un negozio di prodotti vietnamiti. Nguyen ha frequentato la St. Patrick School e il Bellarmine College Preparatory.
Si è iscritto alla University of California Riverside e alla UCLA prima di passare alla University of California, Berkeley, dove si è laureato nel maggio 1992 ottenendo sia un Bachelor of Arts (B.A.) in Inglese, che un secondo B.A. degree in Studi Etnici.
Nel 1997 è diventato docente universitario alla University of Southern California di Los Angeles e ha avviato una carriera come scrittore, proponendo diversi racconti brevi e saggistica.
Nel 2015 ha pubblicato il suo primo romanzo, Il simpatizzante, incentrato sulla guerra in Vietnam, che nel 2016 è stato premiato con il Premio Pulitzer per la narrativa.
Nguyen è attivamente impegnato in molteplici iniziative volte a promuovere la cultura vietnamita negli Stati Uniti attraverso il coinvolgimento degli intellettuali della diaspora e a incentivare gli scambi culturali tra i paesi che si affacciano sul Pacifico:
- è codirettore del Diasporic Vietnamese Artists Network (DVAN) che promuove iniziative culturali, festival ed eventi con lo scopo di dare voce agli artisti di origine vietnamita;
- è editor del blog diaCRITICS che si occupa di arte, cultura e politica vietnamita in patria e nelle comunità della diaspora;
- è membro del comitato scientifico del Center for Transpacific Studies, dell'University of Southern California che si occupa della promozione degli scambi culturali tra i paesi del Pacifico.

## Opere

### Romanzi
- Il simpatizzante (The Symphatizer, 2015), Neri Pozza, 2016, ISBN 9788854513396.
- Il militante (The Committed), Neri Pozza, 2021, ISBN 9788854514133.

### Raccolte di racconti
- I rifugiati (The Refugees), Neri Pozza, 2017, ISBN 9788854515246.

## Filmografia

### Produttore
- Il simpatizzante (The Sympathizer), regia di Park Chan-wook, Fernando Meirelles e Marc Munden – miniserie TV, 7 puntate (2024)

## Riconoscimenti
- per Il simpatizzante
  - Vincitore, 2016 Premio Pulitzer per la narrativa
  - Vincitore, 2016 Dayton Literary Peace Prize per la narrativa
  - Vincitore, 2016 Medaglia Andrew Carnegie per l'eccellenza nella narrativa
  - Vincitore, 2016 Edgar Award, per il miglior primo romanzo
  - Vincitore, 2015 Center for Fiction, per il primo romanzo
  - Vincitore, 2015 Asian/Pacific American Award per la letteratura
  - Finalista, 2016 Premio PEN/Faulkner per la narrativa